# Wizz Air Bulgaria
Wizz Air Bulgaria was een Bulgaarse luchtvaartmaatschappij met thuisbasis in Sofia. Als dochteronderneming van Wizz Air voerde zij goedkope passagierslijndiensten uit vanuit Bulgarije.

## Geschiedenis
Wizz Air Bulgaria werd opgericht in 2005 als dochteronderneming van het Hongaarse Wizz Air. In 2011 ging Wizz Air Bulgaria op in zijn moederbedrijf.

## Vloot
De vloot van Wizz Air Bulgaria bestond voor het opgaan in Wizz Air uit:
- 3 Airbus A320-200